# 호덴촌 (나가노현)
호덴촌(豊殿村)은 1956년 9월 30일부터 ~ 1958년 4월 1일까지 나가노현 지사가타군에 있던 촌이다. 
1958년 4월 1일 우에다시(上田市)에 편입되어 소멸되었지만, 1919년 5월 1일 시로 승격한 이후 1889년 4월 1일 시로 승격해 성립하여 인접한 지사가타군의 촌을 편입해 왔다. 이 촌은 정촌 합병 촉진법에 의한 쇼와시대 대합병으로 탄생한 자치단체로, 시로서는 최초의 쇼와시대 대합병으로 탄생한 편입을 상대로 한 촌이었다. 
이런 사정으로 인해 합병 후 처음으로 촌사무소를 시청 지소로 존속시켰고, 호덴 촌사무소는 합병 후 우에다시 시청 호덴 지소가 되었으며, 이후 합병 상대 촌사무소도 시청 지소로 존속하게 되었다. 현재는 우에다시 시청 본청 관할의 호덴 자치센터가 되었다. 

## 역사
- 1956년 9월 30일 -도요사토촌, 도노시로촌이 합병해 성립하였다.
- 1958년 4월 1일 - 우에다시에 편입해, 동일 호덴촌은 폐지되었다.